# Amanda Cavalcanti
Amanda Cavalcanti, född 20 januari 2002 i Portugal, är en volleybollspelare (center). Hon spelar i Portugals landslag och deltog med dem i  EM 2019.
På klubbnivå har hon spelat för Sporting Lissabon (2019-) och AE Pedro Eanes Lobato (2018-2019).